# The Time of Our Lives (EP de Miley Cyrus)
The Time Of Our Lives —en español: El Momento de Nuestras Vidas— es el primer EP de la cantautora estadounidense Miley Cyrus. Fue lanzado el 31 de agosto de 2009 por Hollywood Records, inicialmente como un lanzamiento exclusivo para los Walmart de Estados Unidos. Con una carátula y canciones diferente fue lanzada una edición internacional el 16 de octubre de 2009. The Time of Our Lives fue lanzado para promocionar a la línea de ropa de Miley Cyrus y Max Azria. Las canciones del extended play fueron principalmente compuestas por John Shanks y Dr. Luke, quienes también produjeron el álbum. Cyrus coescribió una de las siete canciones.
En general, The Time of Our Lives recibió críticas positivas. El extended play fue un éxito comercial, llegando al top 10 en nueve países. En Estados Unidos llegó al número dos del Billboard 200 y fue certificado como triple disco de platino. El extended play también tuvo éxito internacionalmente, llegando al número tres en Grecia, número cinco en Austria y número seis en España.
Del EP se lanzaron dos sencillos. El primero de ellos, «Party in the U.S.A.», se convirtió en el sencillo más vendido de Cyrus, llegando al número dos en el Billboard Hot 100. También se convirtió en el sencillo más vendido y de venta más rápida de la empresa Hollywood Records, y también uno de los más vendidos en Estados Unidos. El segundo y último sencillo, «When I Look At You» fue usado para promocionar la película La última canción, en la que Cyrus tenía el papel principal. A finales de 2009, Cyrus se fue de gira en su Wonder World Tour, para promocionar el extended play.

## Antecedentes

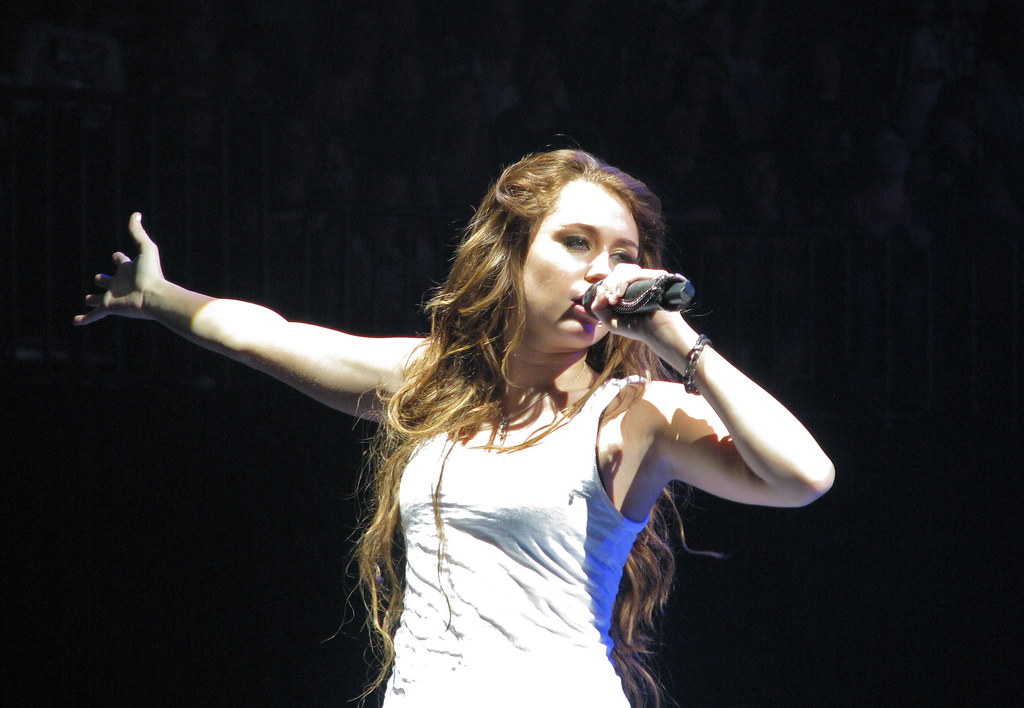
Cyrus presentando "The Climb" durante el Wonder World Tour.

Para apoyar comercialmente la línea de ropa
recién lanzada por Cyrus en conjunto con Max Azria, que se vende exclusivamente por las tiendas Wal-Mart, la empresa eligió un EP para el lanzamiento. «Creo que va perfecta para ese tipo de look», comentó Cyrus, The Time of Our Lives, un EP de transición y un método de reintroducción de sí misma a nuevas audiencias. Hablando sobre el sonido del EP, dijo, "Yo como que se mantiene en la línea de lo que suelo hacer, que es una especie de pop rock de sonido - Yo ni siquiera me gusta usar la palabra rock 'música de rock, "porque siento que es un honor ser puesto en el título Esto es un poco de mi transición de la siguiente disco, definitivamente quiero ser capaz de acelerar una bit. Cyrus originalmente planeado para ella.. éxito álbum sea más afilado y más predominante en la música rock. Ella dijo que, después de terminar la promoción de The Time of Our Lives, que quería «salir y tal vez tomar un descanso» durante algún tiempo con el fin de componer música que la inspire.

## Desarrollo

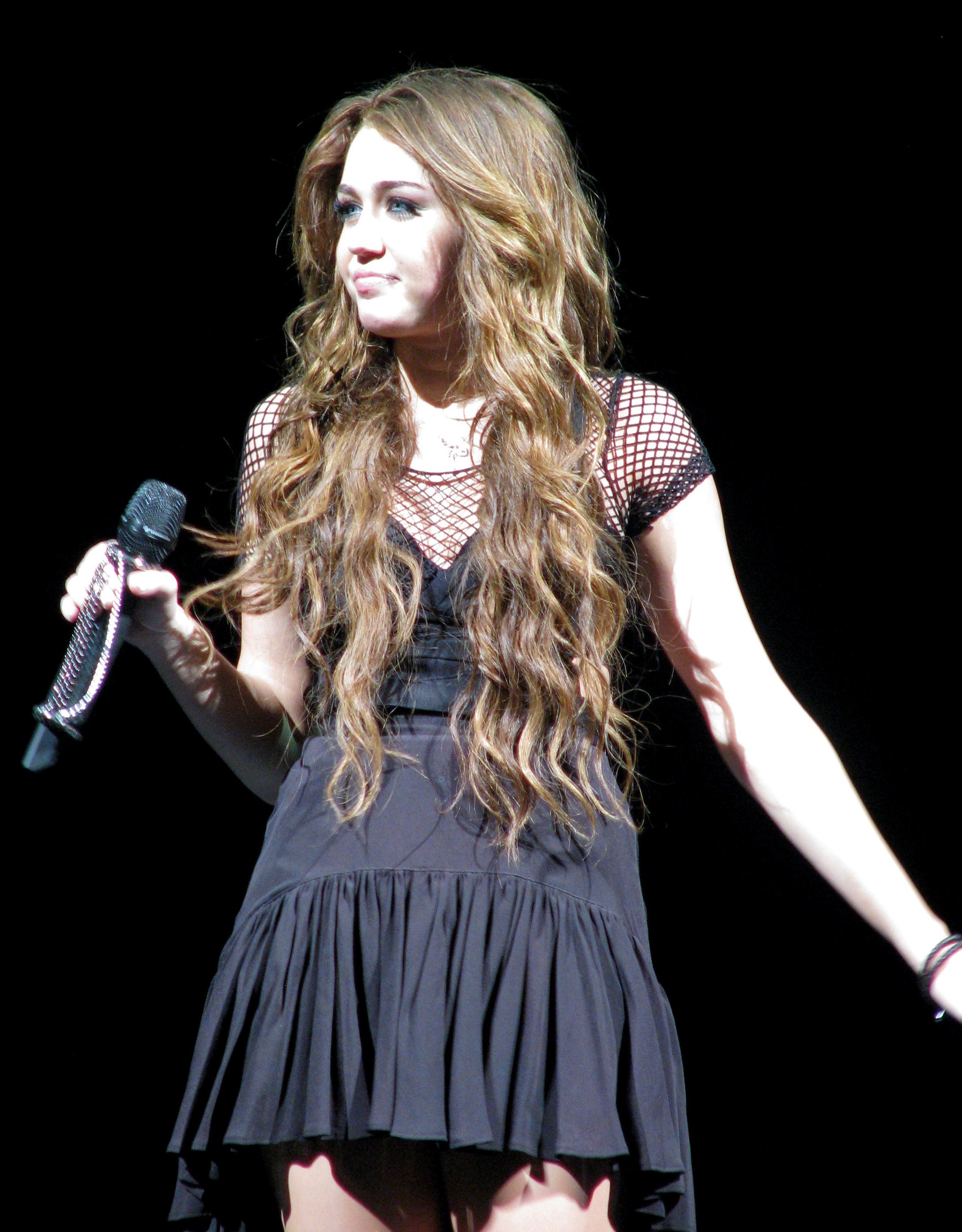
Cyrus interpretando "When I look at you" durante el Wonder World Tour.

Cyrus grabó un cover de «Kicking and Screaming», escrito por John Shanks y Kara DioGuardi, y originalmente grabado por Ashlee Simpson para su álbum de 2005 I Am Me
«Party in the U.S.A.» fue escrita por Dr. Luke, Claude Kelly, y Jessie J quien iba a interpretar la canción pero no grabó el tema porque consideraba que no era lo suficientemente intenso; explicó: «Y recuerdo que pensé que la canción era increíble, pero no estaba convencida de que era adecuada para mí al ciento diez por ciento. Es algo que se puede presentir». Tras ello, Cyrus, que se encontraba trabajando en un EP con Dr. Luke, fue la siguiente opción para interpretar el tema. Una vez que llegó a Cyrus, el equipo de redacción reelaboró la letra, con la intención de convertirla en un tema como acompañamiento de la línea de ropa.
Con el fin de complacer al público, el Dr. Lucas, Kelly, y Cornish fijado en la composición de una forma divertida, es una canción optimista que las reflexiones narrado de la personalidad de Cyrus.
Para escribir sus contribuciones a la canción, Kelly dijo que trató de imitar la composición de Cyrus: "Es la misma canción desde otro punto de vista, solo hay que encontrar ese punto de vista único". Cyrus se mostró satisfecha con la canción seleccionada y se debe en parte a la necesidad de pistas para que aparezca en The Time of Our Lives
«When I Look at You», fue escrita por Shanks y Hillary Lindsey, fue escrita inicialmente para ser incluido en el álbum Can't Be Tamed de Cyrus, pero fue finalmente elegido para promover la película de 2010 La última canción. Cyrus reconoció que después de encajar el concepto de la película «When I Look At You» formaría parte de la película.
Según Cyrus, cuando ella canta «When I Look at You» ella piensa en la familia y en el amor. "Es un poco de lo que esta película se trata", ella dijo.
«Time of Our Lives» fue compuesta por el Dr. Lucas, Kelly, Kesha y Sebert Pebe. Kesha coescribió sus contribuciones a «The Time of Our Lives» con el ideal de construir un himno de fiesta para los jóvenes, basado en su primera impresión de la personalidad de Cyrus, cómica y simpática.«The Time of Our Lives», entró hasta la fecha en tres rankings musicales, el Canadian Hot 100, el Bubbling Under Hot 100 y el Hot Digital Songs, debido a su gran número de descargas digitales.
En la semana que terminó el 16 de enero de 2010, la canción debutó en el número cincuenta y uno en el chart Canadian Hot 100. La misma semana, debutó y alcanzó su punto máximo, hasta el momento, en el número veintitrés en el Bubbling Under Hot 100 en los Estados Unidos.

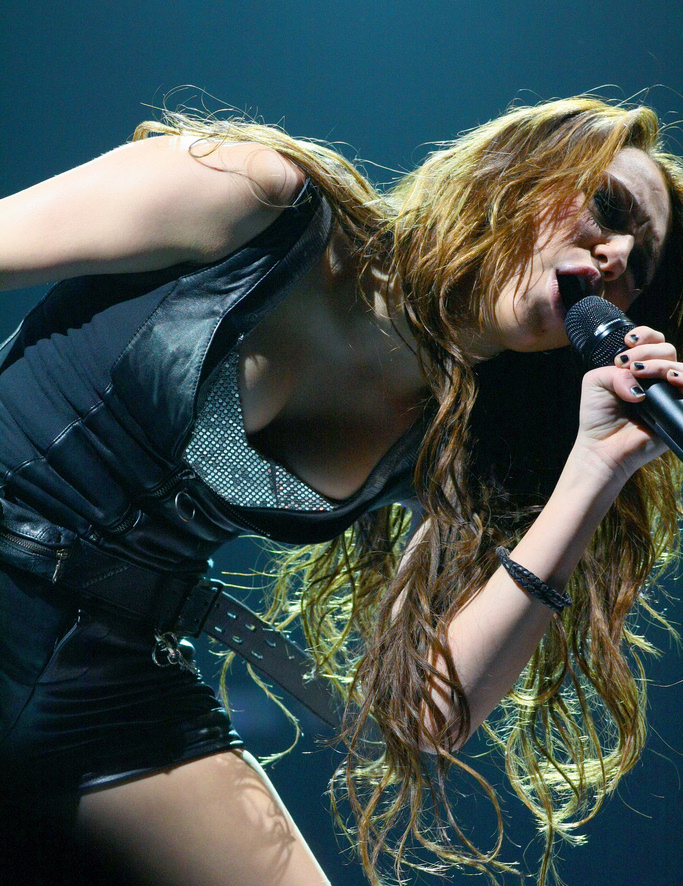
Miley Cyrus interpretando «Kicking And Screaming» en el Wonder World Tour

«Obsessed» fue escrita por Roger Lavoie. Debido a que el personal del EP de producción no la entendía, en un principio la inclusión de la canción fue descartada. Sin embargo, una vez «Obsessed», llegó a Cyrus, que continuamente insistía en el tema se incluirá en el Parlamento Europeo porque se sentía relacionado con él. Cyrus describe la canción como que representan las emociones que uno siente cuando uno no puede dejar de pensar en una persona y se cree que se refería a los numerosos aficionados que tengan su primer amor. "Es una canción muy romántica", concluyó.
«Before The Storm» originalmente publicada en el cuarto álbum de estudio de los Jonas Brothers Lines, Vines and Trying Times (2009), es incluida en The Time of Our Lives como una versión en vivo.
La canción fue escrita por Nick Jonas, Joe Jonas, Kevin Jonas, y Cyrus. Al principio, la canción fue escrita únicamente por los Jonas Brothers para su tercer álbum de estudioA Little Bit Longer (2008), pero no hizo el corte final. Más tarde, Nick y Miley reelaboraron la letra de la canción para adaptarse a su romance con un pasado piano de cola.
«The Climb» es la última canción de la edición europea e internacional del EP y la octava de la banda sonora de la película Hannah Montana: The Movie pero no es contada como un primer sencillo del EP de Cyrus The Time of Our Lives, solo de la película debido a que la canción fue una adición posterior. Escrita por Jessi Alexander y Jon Mabe, la canción (acreditada como ella misma) «It's The Climb», es su primer lanzamiento en las radios country como artista solista. La canción debutó en la posición #6 en Billboard Hot 100 en marzo. En febrero de 2009, La canción debutó en el #48 en la lista Hot Pop-Rock Songs en la semana de 14 de marzo de 2009. Miley Cyrus obtiene su "tercer Top diez en EUA superando «7 Things» y «See You Again» en el Billboard Hot 100. «The Climb» alcanzó el número 1 en la radio contemporánea para adultos.

## Composición y estructura de la música
«Kicking and Screaming» es la representación más destacada de la música rock en The Time of Our Lives
Las características de la pista de la instrumentación que se basa en glam guitarra eléctrica riffs y voz irregular. que, en varios puntos, cuentan con un elemento de grabación.
El resultado de la canción es un ritmo de hasta electronic rock.
Líricamente, «Kicking and Screaming» es un mensaje sin piedad a un exnovio.
«Party in the U.S.A.» es una mezcla de R&B y pop mientras que la instrumentación que incluye un "choque entre el jazz plumas acorde de la guitarra y un auge de sintetizador línea de bajo que actúa como un gancho".
La voz de Cyrus muestra una matiz de acento country alternativo y cuenta con Belter estribillos.
La letra de «Party in the U.S.A.» habla de la mudanza de Cyrus desde Nashville (Ténesi) hasta Hollywood (California). Los estribillos que escribe hablan de cómo sus canciones favoritas se sienta más seguras «When I Look At You» es estilo llamado Soft rock que las transiciones en la instrumentación tenga piano, a partir de piano a la guitarra eléctrica, A lo largo de la canción, Cyrus mantiene una voz baja, pero comienza la banda poco antes de la llegada de la segunda estrofa. Líricamente, habla de un amante de ensueño. «The Time of Our Lives» es de estilo dance-pop. La canción se caracteriza por sintetizadores de los años ochenta y sonidos de fondo generados por un chicle pop. La voz procesada por Cyrus muestra un uso prominente del auto-tune (afinación automática por software); influencias que se derivan del new wave.
«Talk is Cheap» tiene un estilo pop-punk http://www.digitalspy.co.uk/music/albumreviews/a187431/miley-cyrus-the-time-of-our-lives.html</ref> y garage rock, con influencias de la canción disco. y un número de anzuelos. «Talk is Cheap» característicamente tiene letras que hablan de estar muy irritada por encontrarse con situaciones difíciles en un club y la molestia de los cigarrillos que los demás fuman.
«Obsessed» es una balada con soft rock caracterizada por una voz ronca «Obsessed» habla de la lujuria adolescente.
«Before the Storm» es una canción country pop balada sobre una ruptura romántica melancolía.

## Lanzamiento

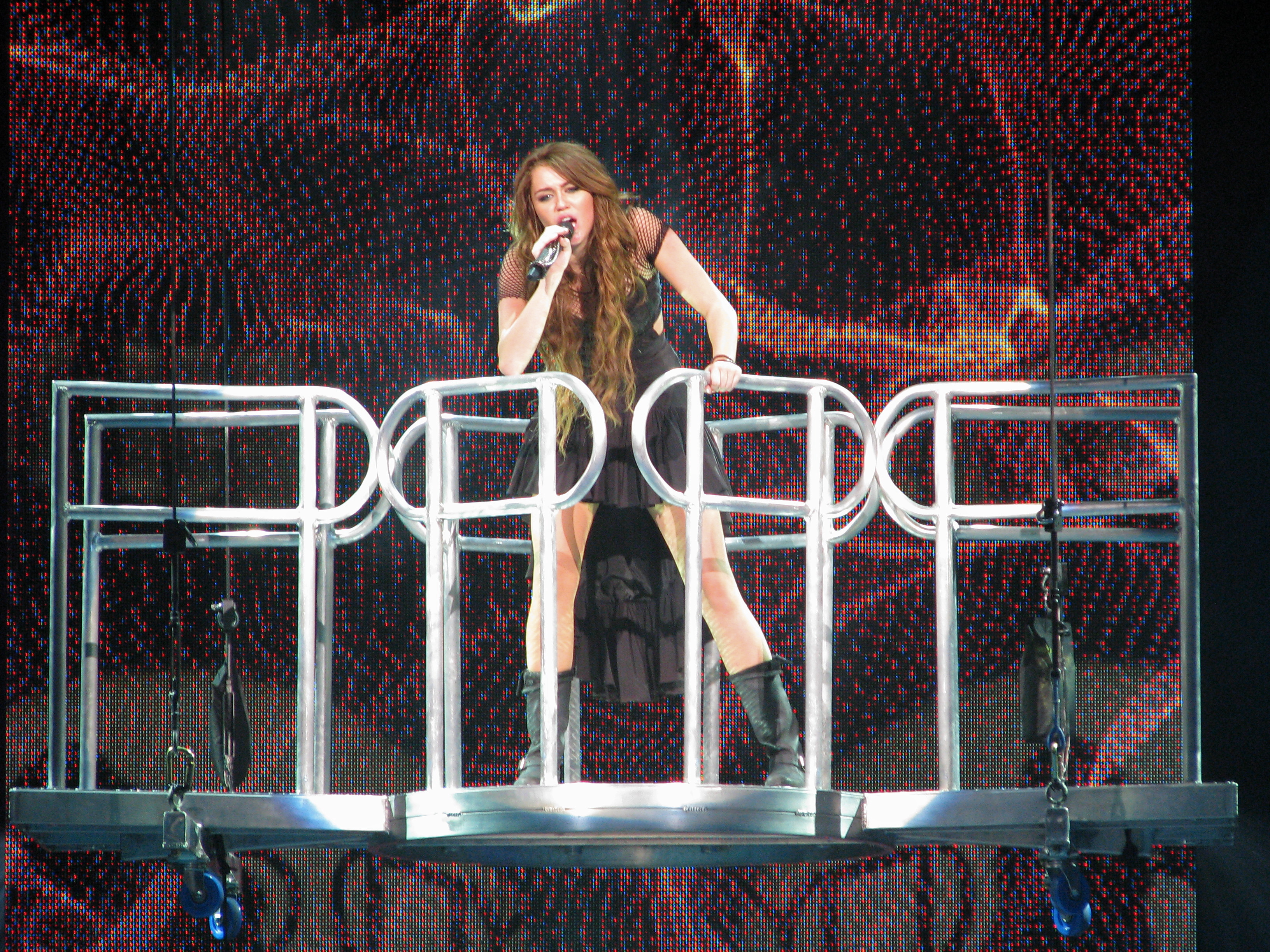
Cyrus cantando «Obsessed» durante el Wonder World Tour.

En un primer momento, The Time of Our Lives fue lanzado exclusivamente a través de la venta por menor de la empresa Wal-Mart, disponible en tiendas de Estados Unidos, Canadá y en Walmart.com. El álbum fue planeado originalmente para ser lanzado el 31 de agosto de 2009, pero debido a una confusión en varias tiendas, el álbum fue puesto en libertad tres días antes de lo previsto. Varios meses después, una edición internacional fue puesto en libertad en numerosos países, empezando por el Reino Unido el 16 de octubre de 2009.
Con la adición de «The Climb» de Hannah Montana: The Movie, publicado a principios de 2009, la edición tuvo una nueva portada, siendo la fotografía de Annie Leibowitz. El 5 de enero de 2010, el EP se hizo disponible para su adquisición en otras tiendas digitales en los Estados Unidos.

## Recepción crítica

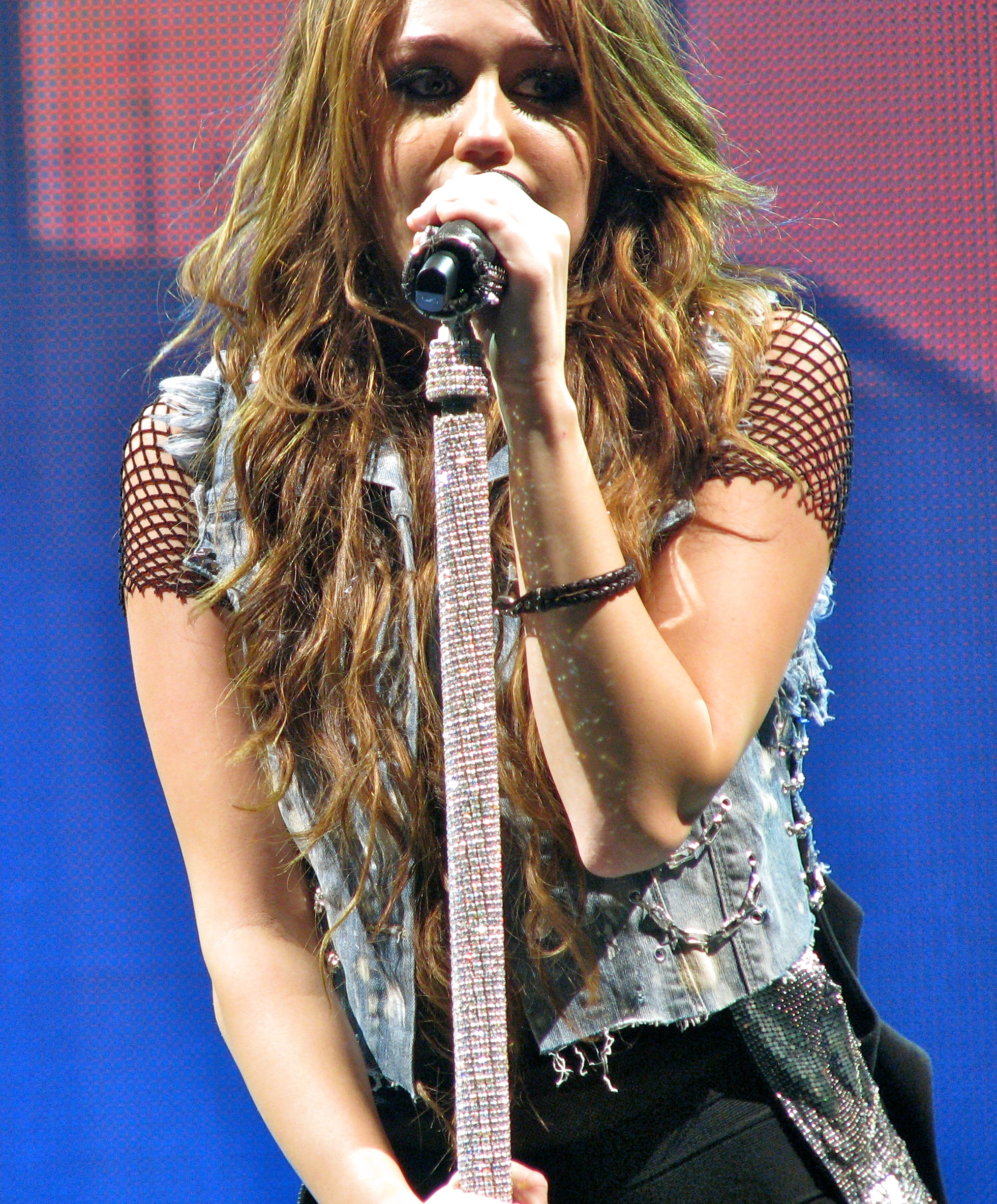
Cyrus interpretando "Party in the U.S.A." durante el Wonder World Tour.

The Time of Our Lives recibió en general críticas positivas, obteniendo una puntuación colectiva de 63 sobre 100 en Metacritic.
Bill Lamb de About.com dijo: «Cyrus está desarrollando una de las voces más distintivas de la música pop actual, y sus canciones se están convirtiendo poco a poco a las preocupaciones de los adultos reflexivos. Aquí la clave es el crecimiento sostenido, y es probable que Miley Cyrus se convierta en una estrella del pop a largo plazo».
Lamb, en cambio, afirmó que las baladas de The Time of Our Lives eran desechables.
Heather Phares, de Allmusic, pensaba de otra manera, diciendo que pone de relieve la EP se produjo cuando Cyrus "permite su polluelo rock que llevan dentro y la diva cantando baladas salido a la luz." Fares señaló que «Si Breakout comenzó a establecer a Cyrus como una estrella cantando en su propio derecho, libre de Hannah Montana, y luego este EP exclusivo de Walmart es un paso más de confianza en esa dirección».
Phares llegó a la conclusión de que el EP fue una buena representación del crecimiento vocal de Cyrus y se presume que sus habilidades vocales tienen que mejorar aún más cuando ella se convierta en adulta.
Michael Wood, deEntertainment Weekly calificado The Time of Our Lives, un B +, debido a la ejecución de diversos estilos y géneros musicales.
Nick Levin de Digital Spy Revisó The Time of Our Lives, diciendo que, a pesar de no ofrecer material original mucho más, que aportó pruebas de que Cyrus podría dejar a su éxito Disney Channel afiliados a la imagen. Dijo que cada uno de «las seis genuinamente nuevas canciones» vale la pena escuchar, lo que resulta en un comunicado de EP que vale la pena
Michael Hann de The Guardian sentía que Cyrus logró proyectar una imagen muy saludable de sí misma, pero sostuvo que no tuvo éxito en convencer a un público adulto que había algo más que ella: "Ella tiene su nombre en un montón de ejemplos de inventiva, imaginación y calibrado con precisión de cuadro pop moderno, las canciones que se han observado más allá de su audiencia de las jóvenes habían venido de una fuente más creíble".
Jessica Holanda del diario británico El observador, escribió una reseña favorable del Parlamento Europeo, señalando: «Sin embargo tiene 17, Miley no tiene que preocuparse por caer todavía»
Jaime de Gill de Yahoo! se describe el número 1 en el EP como «pop skate brillantemente luchadora», pero describió las baladas del disco son como tedioso. Gill concluyó que, «si Cyrus fuera a llevar su música más en serio, en vez de lanzar álbumes entre otros proyectos, se podría hacer un álbum de pop de calidad y afirmó que como es, The Time Of Our Lives es un EP pop grande».

## Rendimiento comercial

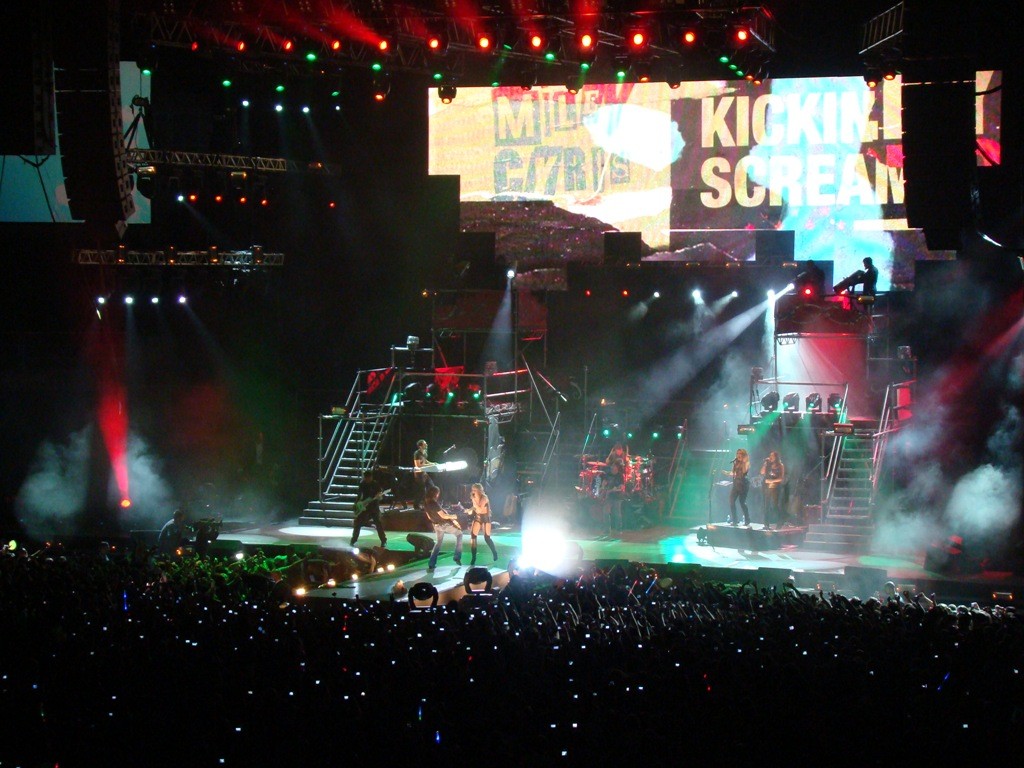
Cyrus interpretando «Kicking and Screaming» en el Gypsy Heart Tour de 2011.

En la semana que terminó el 12 de septiembre de 2009, The Time of Our Lives entró al Billboard 200 en el puesto número tres, con un total de ventas de 62.000 copias y convirtiéndose en el octavo proyecto de Cyrus en estar dentro de los diez primeros de la lista. El EP alcanzó su peak en el puesto número dos en la semana siguiente, debido a un aumento del 146% en las ventas (153.000 copias vendidas). Pasando otra semana consecutiva en su peak, The Time of Our Lives continuó vendiendo fuertemente todo el resto del 2009. En la semana que terminó el 12 de diciembre de 2009, el EP experimentó un repentino aumento en sus ventas, subiendo del puesto número veintinueve al número siete con ventas de 150.000 ejemplares. The Time of Our Lives fue certificado por la Recording Industry Association of America (RIAA) como disco de platino por sus ventas de más de un millón de copias. Hasta julio de 2013, vendió 1 452 000 copias en el país según Nielsen SoundScan. Debutó y alcanzó su pico en el puesto número nueve en el Canadian Albums Chart en la semana que terminó el 30 de enero de 2010.
En la semana que terminó el 11 de noviembre de 2009, el EP debutó en su máxima posición en el puesto número once del Australian Albums Chart. Más tarde descendió al número trece, subió y bajó hasta su última semana en la lista el 18 de mayo de 2010.
The Time of Our Lives fue certificado oro por la Australian Recording Industry Association (ARIA) por exceder las 35.000 copias vendidas en dicho territorio. The Time of Our Lives alcanzó su máxima posición en el New Zealand Albums Chart debutando en el puesto número nueve. En la semana siguiente, el EP bajó hasta el puesto número once, donde permaneció durante dos semanas consecutivas.
Fue certificado disco de oro por la Recording Industry Association of New Zealand (RIANZ) por vender 7500 copias en el país.
En la cuarta semana final de enero de 2010, The Time of Our Lives debutó en el número diez en la lista de los álbumes de Japón, vendiendo unas 15.000 copias. En su segunda semana en la lista, el EP descendió al número diecinueve.
En la semana que finalizó el 26 de noviembre de 2009, el EP debutó y alcanzó el puesto número diecisiete en la lista de álbumes del Reino Unido. The Time of Our Lives fue certificado oro por la Industria Fonográfica Británica (BPI) por ventas de 100.000 copias. En Irlanda, alcanzó el puesto número nueve y fue certificado platino por la Irish Recorded Music Association (IRMA) por ventas superiores a 15.000 copias. En Europa continental, The Time of Our Lives alcanzó el puesto treinta y tres en la lista de los 100 mejores álbumes europeos,[cita requerida] el número cinco en la lista de álbumes de Austria, el número nueve en la lista de álbumes alemanes y el número tres en la lista de álbumes griegos. En la semana que finalizó el 1 de noviembre de 2009, debutó y alcanzó el puesto número seis en España, donde también fue certificado platino por los Productores de Música de España (PROMUSICAE) por ventas de más de 60.000 copias. En otras partes de Europa, el EP alcanzó el top veinte de las listas de éxitos en la República Checa y Portugal.

## Promoción

### Sencillos

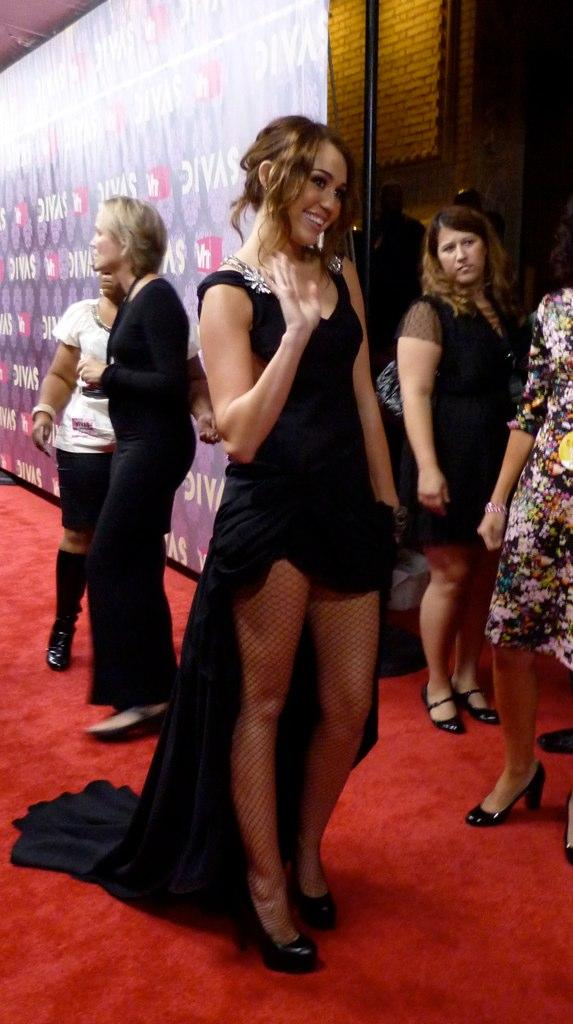
Cyrus interpretó «Party in the U.S.A» en el VH1 Divas Concert de 2009.

#### Party in the U.S.A.
«Party in the U.S.A.» es el primer sencillo de The Time of Our Lives,  lanzado a las radios estadounidenses el 4 de agosto y el día 11 por descarga digital.
«Party in the U.S.A.» fue coescrita y producida por Lukasz "Dr. Luke" Gottwald y con la colaboración de su colega de nacionalidad mexicana Aarón Atilano, quienes coescribieron y produjeron «Circus» de Britney Spears. Fue catalogada como una de las mejores canciones para representar a los Estados Unidos en el exterior. Es así que Miley da un paso más agigantado en su carrera artística cómo cantante. La mayoría de personas se atreven a comparar esta canción con «Circus» de Britney Spears.
La canción ganó un éxito comercial para Cyrus en varios países, incluyendo Australia, Canadá, Nueva Zelanda, Reino Unido y los Estados Unidos. En el Billboard Hot 100, la canción alcanzó su pico más alto en el número dos debido a las fuertes ventas digitales, que la colocó en el número uno en el Hot Digital Songs. La canción se convirtió en el mejor trazar su único primer número uno en el Hot Digital Songs y sencillo de venta más rápida de Hollywood Records. La canción alcanzó el número uno en el Billboard Pop 100 gráfico el 30 de octubre de 2009. La canción se ha mantenido en los diez primeros puestos de la lista Hot 100 durante 16 semanas a ocho semanas más que «The Climb». Ha sido el sencillo más popular de Cyrus hasta el momento.
El video musical fue dirigido por Chris Applebaum, «Party in the U.S.A.» y fue lanzado el 23 de septiembre. Cyrus promovió la canción en varios lugares, incluyendo en su primer viaje internacional de conciertos, Wonder World Tour. La revista Rolling Stone situó la canción en el puesto #4 de sus mejores 25 canciones de la lista de 2009.

#### When I Look At You
«When I Look At You» es una balada realizada por la cantante y actriz Miley Cyrus. La canción fue escrita por John Shanks y Hillary Lindsey y producido por Shanks. Fue lanzado el 1 de marzo de 2010 por Hollywood Records como el segundo y último sencillo del primer extended play de Cyrus, The Time of Our Lives. Una versión remix titulado «Te Miro a Ti», con el cantante español David Bisbal fue puesto en libertad más tarde, en ella, Miley canta sus líneas en inglés, mientras que Bisbal se mezclan en inglés y español. «When I Look At You» apareció en la película de 2010 La última canción y su banda sonora correspondiente, siendo utilizado para promover la película. La canción contiene una instrumentación basada principalmente en el piano, mientras que sus letras hablan de un sueño de niño. «When I Look At You», recibió media en la recepción de críticas mixtas y no pudo repetir el éxito comercial de Cyrus a su anterior sencillo, «Party in the U.S.A.». «When I Look At You» alcanzó el puesto número dieciséis en el Billboard Hot 100 y las cartas dentro de los treinta primeros en las listas en Australia, Canadá y Nueva Zelanda. El vídeo musical de la canción fur dirigido por Adam Shankman. Cuenta con Cyrus tocando un piano de cola a lo largo de varias configuraciones, incluyendo una playa y un bosque. Otras dos versiones del vídeo fueron puestos en libertad: una sustitución de varias escenas con clips de La última canción y otro con Bisbal. Cyrus interpretó la canción en múltiples lugares, incluyendo en su primera gira mundial, el Wonder World Tour en 2009.

### Interpretaciones en directo

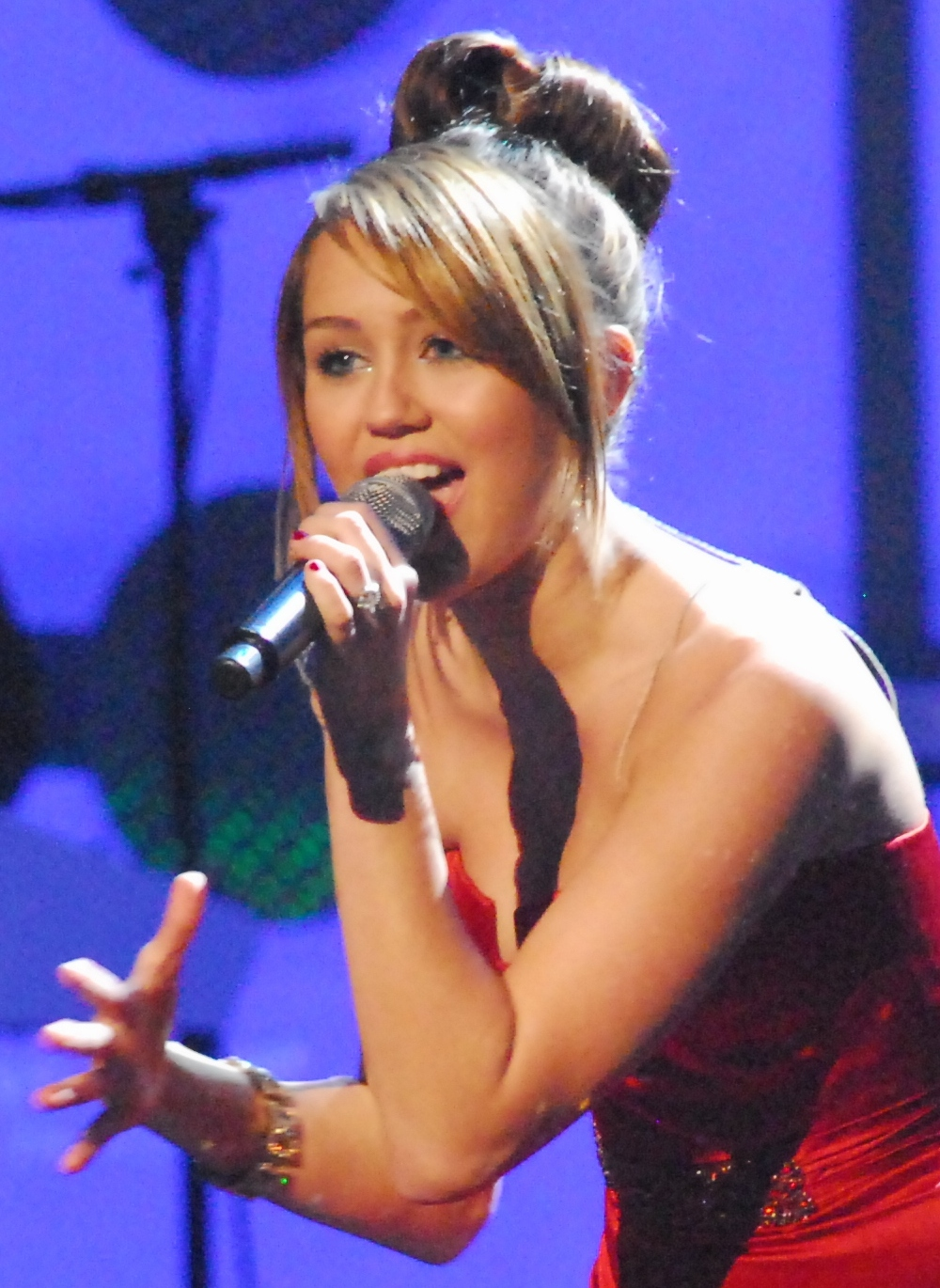
Cyrus interpretando «The Climb» durante el Kids' Inaugural: "We Are the Future" en 2009.

Promocionando la primera publicación de The Time of Our Lives, Cyrus interpretó el 10 de agosto de 2009 en los Teen Choice Awards cantando «Party in the U.S.A.». La presentación fue controvertida ya que Cyrus bailo encima de una carretilla de helados con una barra metálica, lo que numerosos críticos atribuyeron a un pole dance. Siguiendo con la promoción del primer sencillo del EP y de The Time of Our Lives, Cyrus actuó en The Today Show en donde interpretó «Party in the U.S.A.» y «Kicking and Screaming», en VH1 Divas en donde interpretó el primer sencillo del EP. En el invierno realizó varias actuaciones en el Reino Unido, en el programa radial Jingle Bell Ball de 95.8 Capital FM en donde interpretó «Party in the U.S.A.» y «The Climb». También asistió a la gala anual para la Familia Real Británica, Royal Variety Performance, celebrada en el Ópera House, en donde interpretó «Party in the U.S.A.» utilizando una chaqueta negra de cuero y botas del mismo material y color, sostenes y calzas negras. Esta fue la primera actuación en que Cyrus utilizó sostenes. También interpretó «Party in the U.S.A.» en el programa de entrevistas Alan Carr: Chatty Man y en The Late Late Show.
El EP junto al segundo álbum de estudio de Cyrus, Breakout (2008), fueron promocionados en la segunda gira mundial de Cyrus, Wonder World Tour. En la gira, se interpretaron cinco canciones de The Time Of Our Lives, «Kicking and Screaming», «When I Look at You», «Obsessed», «Party in the U.S.A.» y «The Climb».
El 24 de marzo de 2010, Cyrus interpretó «When I Look at You» en la novena temporada de la competencia estadounidense American Idol vestida con un vestido largo de satén blanco, comenzó por sentarse en un banco a tocar el piano y luego de pie a cantar, el conjunto estaba decorado con árboles y abrir y cerrar de iluminación al aire libre. Cyrus después interpretó la canción en el MSN Movies. 
Cyrus participó en el Rock in Rio el 29 de mayo de 2010 en Lisboa, Portugal y el 4 de junio de 2010 en Madrid, España en donde interpretó «Kicking and Screaming», «When I Look at You», «Party in the U.S.A.» y «The Climb» de The Time of Our Lives (2009), «Breakout», «7 Things», «These Four Walls», «The Driveway», «Fly on the Wall», «Full Circle» y «Simple Song» de Breakout (2008), «Start All Over» y «See You Again» de Meet Miley Cyrus (2007) y «Can't Be Tamed», «Robot» y «My Heart Beats For Love» de Can't Be Tamed (2010).

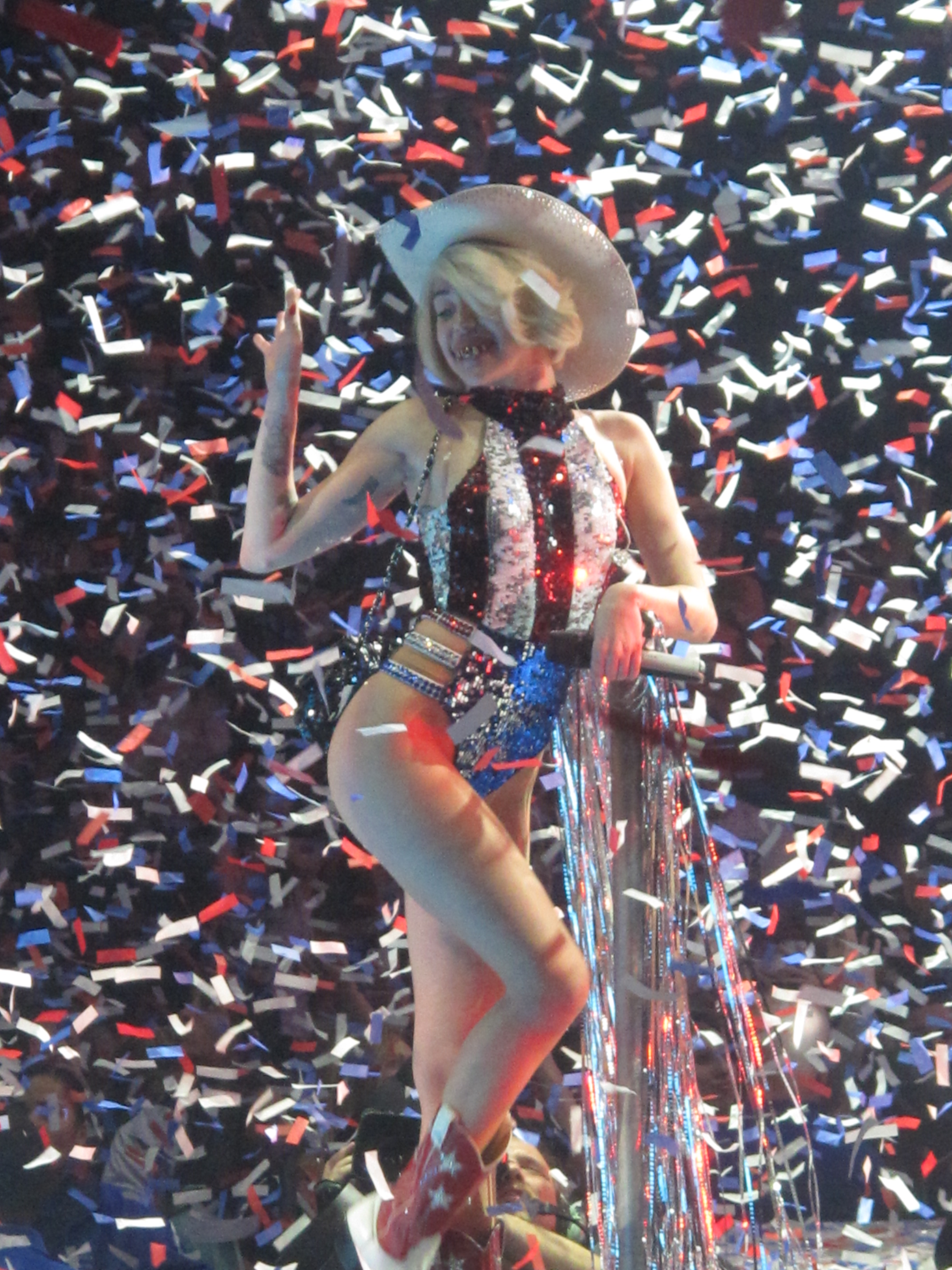
Cyrus interpretando «Party in the U.S.A.» durante su gira mundial Bangerz Tour en 2014.

Durante la gira Gypsy Heart Tour en 2011, Cyrus incluyó las canciones «Party in the U.S.A.», «Kicking and Screaming», «Obsessed» y «The Climb». Para las dos primeras Cyrus usó un sostén negro con lentejuelas plateadas y calzas negras de cuero y botas cortas. Luego para «Obsessed» Cyrus usa un vestido negro largo con adornos en el cuello. Para «The Climb» Cyrus usa un vestido corto tipo "manto" de color celeste con cuadrados grandes de líneas negras.
La cantante volvió a interpretar la canción «Party in the U.S.A.» en el programa Jimmy Kimmel Live!, el 25 de junio de 2013, como tema de cierre en el miniconcierto que ofreció; también presentó los temas «Fall Down» —donde también actuó will.i.am— y «We Can't Stop». Cyrus vestía un pantalón corto negro, «una camiseta muy corta y unas altas botas hasta la rodilla». Posteriormente, el 21 de septiembre del mismo año, se presentó en el iHeartRadio Music Festival de Las Vegas, donde volvió a cantar «Party in the U.S.A.», «We Can't Stop», «Wrecking Ball» y una versión de «Look What They've Done To My Song» de Melanie Safka. La artista causó controversia con el vestuario utilizado para el evento, pues vestía una malla color blanca con agujeros grandes, por lo que dejaba ver todo su cuerpo. Asimismo, llevaba unas mangas blancas y un «cubre-pezones», en lugar de un sostén. Un reportero de la revista Wapa la consideró «un atuendo digno de Lady Gaga», mientras que un periodista de People en Español comentó: «(...) Miley redobló la apuesta subiendo al escenario con un ultrarevelador ¿vestido? de red color blanco que permitía ver todo lo que había —y lo que no había (como un sostén, por ejemplo)— debajo del mismo». El 6 de diciembre de 2013, Cyrus realizó su primera presentación en el KIIS-FM Jingle Ball, realizado en el Staples Center de Los Ángeles, California; allí, interpretó «Party in the U.S.A.», junto con las canciones del álbum Bangerz: «We Can't Stop», «Wrecking Ball», «Adore You», «#GETITRIGHT» y una versión de «Summertime Sadness» de Lana Del Rey.
Para la gira Bangerz Tour de 2014, Cyrus interpretó «Party in the U.S.A.» como tema de cierre del concierto. Durante la actuación, Cyrus usó un traje azul-rojo (representación de la bandera estadounidense), además de lleva una peluca y un sombrero de vaquero, dando lugar a un rendimiento de inspiración estadounidense, finalizando el concierto con fuegos artificiales.

## Lista de canciones
- Edición estándar

| The Time of Our Lives |                                                      |                                                 |                                         |          |  |
| N.º                   | Título                                               | Escritor(es)                                    | Productor(es)                           | Duración |  |
| 1.                    | «Kicking and Screaming»                              | John Shanks Kara DioGuardi                      | Shanks                                  | 2:58     |  |
| 2.                    | «Party in the U.S.A.»                                | Lukasz Gottwald Claude Kelly Jessica Cornish    | Dr. Luke Kelly [ a ] Emily Wright [ a ] | 3:22     |  |
| 3.                    | «When I Look at You»                                 | Shanks Hillary Lindsey                          | Shanks                                  | 4:09     |  |
| 4.                    | «The Time of Our Lives»                              | Gottwald Kelly Kesha Sebert Pebe Sebert         | Dr. Luke Kelly [ a ] Wright [ a ]       | 3:32     |  |
| 5.                    | «Talk Is Cheap»                                      | Shanks Amy Lindop                               | Shanks                                  | 3:40     |  |
| 6.                    | «Obsessed»                                           | Roger Lavoie                                    | Shanks                                  | 4:04     |  |
| 7.                    | «Before the Storm» (en vivo; junto a Jonas Brothers) | Nick Jonas Joe Jonas Kevin Jonas II Miley Cyrus | John Zonars [ b ] John Fields [ c ]     | 4:35     |  |
| 26:20                 |                                                      |                                                 |                                         |          |  |

| Bonus track internacional |             |                          |               |          |  |
| N.º                       | Título      | Escritor(es)             | Productor(es) | Duración |  |
| 8.                        | «The Climb» | Jessi Alexander Jon Mabe | Shanks        | 3:55     |  |
| 30:15                     |             |                          |               |          |  |

- Edición especial

| The Time of Our Lives — Edición de lujo internacional para iTunes Store |                                       |          |  |
| N.º                                                                     | Título                                | Duración |  |
| 9.                                                                      | «The Climb» (video musical)           | 4:02     |  |
| 10.                                                                     | «When I Look At You» (video musical)  | 4:15     |  |
| 11.                                                                     | «Party In The U.S.A.» (video musical) | 3:27     |  |
| 41:59                                                                   |                                       |          |  |

| The Time of Our Lives — Edición de lujo japonesa (DVD) |                                       |                 |          |  |
| N.º                                                    | Título                                | Director(s)     | Duración |  |
| 1.                                                     | «Party in the U.S.A.» (video musical) | Chris Applebaum | 3:21     |  |
| 2.                                                     | «The Climb» (video musical)           | Matthew Rolston | 3:49     |  |
| 7:10                                                   |                                       |                 |          |  |

Notas
1. 1 2 3 4  Denota productor vocal.
2. ↑  Denota productor en vivo.
3. ↑  Denota productor adicional.

## Posicionamiento en listas
| País (Lista 2009–10)               | Mejor posición | Ref    |
| ---------------------------------- | -------------- | ------ |
| Alemania (GfK)                     | 9              | [ 51 ] |
| Argentina (CAPIF)                  | 18             | [ 58 ] |
| Australia (ARIA)                   | 11             | [ 40 ] |
| Austria Ö3 Austria Top 40          | 5              | [ 50 ] |
| Bélgica (Ultratop Flandes)         | 74             | [ 59 ] |
| Bélgica (Ultratop Valonia)         | 42             | [ 60 ] |
| Canadá (Billboard Canadian Albums) | 9              | [ 39 ] |
| España (PROMUSICAE)                | 6              | [ 53 ] |
| Estados Unidos (Billboard 200)     | 2              | [ 61 ] |
| Francia (SNEP)                     | 36             | [ 62 ] |
| Grecia (IFPI Grecia)               | 3              | [ 52 ] |
| Hungría (Mahasz)                   | 22             | [ 63 ] |
| Irlanda (Irish Albums Chart)       | 9              | [ 48 ] |
| Italia (FIMI)                      | 32             | [ 64 ] |
| Japón (Oricon Albums Chart)        | 10             | [ 44 ] |
| México (AMPROFON)                  | 24             | [ 65 ] |
| Nueva Zelanda (RMNZ)               | 9              | [ 42 ] |
| Noruega (VG-lista)                 | 33             | [ 66 ] |
| Polonia (OLiS)                     | 32             | [ 67 ] |
| Portugal (AFP)                     | 16             | [ 68 ] |
| Reino Unido (UK Albums Chart)      | 17             | [ 46 ] |
| República Checa (ČNS IFPI)         | 15             | [ 69 ] |
| Suiza (Schweizer Hitparade)        | 23             | [ 70 ] |

| País (Lista 2009)              | Mejor Posición | Ref.   |
| ------------------------------ | -------------- | ------ |
| Australia                      | 81             | [ 71 ] |
| Austria                        | 71             | [ 72 ] |
| Francia                        | 136            | [ 73 ] |
| Hungría                        | 94             | [ 74 ] |
| Nueva Zelanda                  | 36             | [ 75 ] |
| España                         | 25             | [ 54 ] |
| Estados Unidos (Billboard 200) | 34             | [ 76 ] |
| Reino Unido                    | 148            | [ 77 ] |
| País (Lista 2010)              | Mejor Posición | Ref.   |
| Europa (Top 100 Albums)        | 80             | [ 78 ] |
| Francia                        | 188            | [ 79 ] |
| España                         | 47             | [ 80 ] |
| Estados Unidos (Billboard 200) | 38             | [ 81 ] |

## Certificaciones
| País           | Organismo certificador | Certificación | Ventas certificadas | Ref.   |
| -------------- | ---------------------- | ------------- | ------------------- | ------ |
| Alemania       | BVMI                   | Oro           | 100 000             | [ 82 ] |
| Australia      | ARIA                   | Oro           | 35 000              | [ 83 ] |
| Austria        | IFPI Austria           | Oro           | 10 000              | [ 84 ] |
| Dinamarca      | IFPI Dinamarca         | Oro           | 10 000              | [ 85 ] |
| España         | PROMUSICAE             | Platino       | 80 000              | [ 86 ] |
| Estados Unidos | RIAA                   | 3× Platino    | 3 000               | [ 87 ] |
| Filipinas      | PARI                   | Platino       | 15 000              | [ 88 ] |
| Francia        | SNEP                   | Oro           | 50 000              | [ 89 ] |
| Hungría        | MAHASZ                 | Oro           | 3000                | [ 90 ] |
| Irlanda        | IRMA                   | Platino       | 15 000              | [ 91 ] |
| Nueva Zelanda  | RMNZ                   | 2× Platino    | 30 000              | [ 92 ] |
| Reino Unido    | BPI                    | Oro           | 100 000             | [ 93 ] |
| Singapur       | RIAS                   | Oro           | 5000                | [ 94 ] |

## Créditos y personal
Como se indica en las notas.
| - Jason Coons – asistente de mezcla (7) - Jessica "Jessie J" Cornish – corista, compositora (2) - Miley Cyrus – corista (1,3, 5-6), voz principal (todas) - Tish Cyrus – productora ejecutiva - John Fields – productor adicional (7) - Brian Gardner – masterización - Șerban Ghenea – mezcla (2, 4) - Aniela Gottwald – asistente coordinación de producción - Lukasz "Dr. Luke" Gottwald – corista (2), batería (2, 4), guitarra (2, 4), teclado (2, 4), productor musical (2, 4), programación (2, 4), productor vocal (2, 4) - Tatiana Gottwald – asistente coordinación de producción - Phil Hadaway – asistente coordinación de producción (2, 4) - John Hanes – ingeniería de audio (2, 4) - James "Hootsie" Huth – ingeniería de grabación (7) - Joe Jonas – invitado especial (7) - Kevin Jonas – invitado especial (7) | - Nick Jonas – invitado especial (7) - Claude Kelly – corista, producción vocal - Jon Lind – A&R - Brian Reeves – mezcla de audio (7) - Tim "Tom" Roberts – asistente mezcla de ingeniería - Jeff Rothschild – ingeniería de grabación, mezcla de audio (1, 3, 5-6) - Kesha Sebert – corista (4) - John Shanks – productor (1, 3, 5-6) - Shakur Green – productor - Vanessa Silberman – asistente coordinación de producción (2, 4) - Gary "G" Silver – coordinador de producción (2) - Cindy Warren – coordinadora de A&R - Emily Wright – ingeniería de grabación, edición vocal, producción vocal (2, 4) - Douglas Wright – corista (2) - John Zonars – ingeniería de grabación, productor en vivo (7) |